# ليتي (ثيسالونيكي)
ليتي (Λητή) هي مدينة في ثيسالونيكي في مقاطعة فوريا إلادا في اليونان.